# Labyar
Labyar (en àrab لبيار, Labyār; en amazic ⵍⴰⴱⵢⴰⵔ) és una comuna rural de la província de Guelmim, a la regió de Guelmim-Oued Noun, al Marroc. Segons el cens de 2014 tenia una població total de 546 persones